# Insegna (emblema)
Un'insegna è l'emblema di un'autorità, specialmente governativa, oppure un simbolo che indica una funzione, un grado, un rango o l'appartenenza ad un gruppo. 
Al singolare, il termine insegna indica abitualmente l'elemento principale del simbolo, di solito in metallo o in tessuto. Al plurale, la parola insegne indica l'insieme delle parti di una decorazione o i differenti elementi che indicano un grado, un rango o una dignità; ad esempio, le insegne della Legion d'onore sono costituite da un distintivo, un nastro e una placca. 

## Utilizzo
Un'insegna di funzione può indicare una carica elettiva (per esempio deputato o senatore), una carica religiosa (per esempio canonico) o una carica di corte (per esempio ciambellano). Dopo che la funzione è terminata, il titolare deve rendere l'insegna all'istituzione che gliel'aveva consegnata.

## Tipologie
Le insegne possono essere: 
- di grado, per es. gradi e qualifiche dell'Esercito Italiano
- di appartenenza ad un corpo, per esempio alla Polizia di Stato o all'Arma dei Carabinieri
- di appartenenza ad un ordine di merito, come l'Ordine al merito della Repubblica italiana
- di funzione, che indicano la carica che la persona esercita in quel momento.

Alcuni tipici esempi di insegna sono:
- bandiera
- emblema
- corona
- stemma
- sigillo
- distintivo
- coccarda